# ジョフレイ・コンドグビア
ジョフレイ・エドウィン・コンドグビア（Geoffrey Edwin Kondogbia, 1993年2月15日 - ）は、フランス・ヌムール出身のサッカー選手。リーグ・アン・マルセイユ所属。元フランス代表、現中央アフリカ代表。ポジションはMF。

## クラブ経歴

### ランス
2004年からフランスのランスのユースチームに所属し、2008-09シーズンはラファエル・ヴァランやトルガン・アザールとともにU-16チームでプレーし、この世代の全国リーグ(Championnat National des 16 ans)で優勝した。2010年4月11日、ランスと4年のプロ契約を結ぶと、2010-2011シーズンからシニアチームでトレーニングに参加しリーグ戦でもベンチ入りを果たした。2010年11月21日、オリンピック・リヨン戦でプロデビューを果たした。2011-12シーズンはチームが降格したため、リーグ・ドゥで過ごした。2012年4月13日、トゥールFC戦でゴールを決めた。

### セビージャ
2012年7月24日、スペインのセビージャFCに5年契約で移籍した。9月15日、レアル・マドリード戦で途中出場し、リーガ、クラブデビューした。 2013年1月28日、グラナダとのダービー戦でゴールを決め、勝利を収めた。移籍初年度ながらリーグ戦31試合に出場するなど、評価を高め、レアル・マドリードやユヴェントスといった強豪が獲得に興味を示した。

### モナコ
2013年8月28日、 2000万ユーロの移籍金でリーグ・アン昇格組のモナコに5年契約で移籍した。1年目は26試合に出場し、1ゴールを記録し、クラブのリーグ準優勝、10年ぶりのUEFAチャンピオンズリーグ復帰に貢献した。 2年目の2014-15シーズンもリーグ戦23試合に出場し、リーグ3位に貢献。UEFAチャンピオンズリーグでは2015年2月25日に行われたアーセナルとのラウンド16、1stレグではゴールを決め、チームのベスト8進出に貢献した。

### インテル・ミラノ
2015年6月22日、インテル・ミラノに移籍金は3500万ユーロ、5年契約で移籍した。背番号は7番。2016年2月14日、フィオレンティーナ戦で審判を皮肉って拍手したことで退場処分を受け、2試合の出場禁止処分を受けた。

### バレンシア
2017年8月21日、バレンシアCFへ1年間のレンタル移籍が発表された。この契約はトレード移籍で、バレンシアからはジョアン・カンセロがインテル・ミラノに移籍した。8月27日、レアル・マドリード戦でにフル出場し、クラブデビュー、クラブ初ゴールを決めた。2018年5月24日、バレンシアは買取オプションを行使し、4年契約を締結した。2020年10月中旬、アトレティコ・マドリードからの関心が伝えられると、怪我を理由に練習に参加を拒否した。

### アトレティコ・マドリード
夏の移籍市場最終日に決定したトーマス・パーテイのアーセナルFC移籍に伴う特例をアトレティコ・マドリードが活用し、2020年11月3日、アトレティコに4年契約で移籍した。11月7日、カディスCF戦に途中出場し、クラブデビューした。

### マルセイユ
2023年6月30日、オリンピック・マルセイユへの完全移籍が発表された。

## 代表経歴
フランス代表として、2012年にUEFA U-19欧州選手権に出場した。
A代表には親善試合の時に主に召集され、出場していたがポール・ポグバらとの争いに敗れる形で2015年以降は未招集となり、2018年10月に中央アフリカ代表に鞍替えした。

## 人物
兄のエヴァンス・コンドグビアと、いとこのハビブ・ハビブも中央アフリカ代表のサッカー選手である。

## 個人成績

### クラブ
2023年6月6日現在
| クラブ                   | シーズン     | リーグ       | リーグ戦 | リーグ戦 | カップ戦 | カップ戦 | リーグ杯 | リーグ杯 | 国際大会 | 国際大会 | その他 | その他 | 合計 | 合計 |
| クラブ                   | シーズン     | リーグ       | 出場     | 得点     | 出場     | 得点     | 出場     | 得点     | 出場     | 得点     | 出場   | 得点   | 出場 | 得点 |
| ------------------------ | ------------ | ------------ | -------- | -------- | -------- | -------- | -------- | -------- | -------- | -------- | ------ | ------ | ---- | ---- |
| ランス                   | 2010-11      | リーグ・アン | 3        | 0        | 0        | 0        | 0        | 0        | -        | -        | 0      | 0      | 3    | 0    |
| ランス                   | 2011-12      | リーグ・ドゥ | 32       | 1        | 0        | 0        | 4        | 0        | -        | -        | 0      | 0      | 36   | 1    |
| ランス                   | 通算         | 通算         | 35       | 1        | 0        | 0        | 4        | 0        | -        | -        | 0      | 0      | 39   | 1    |
| セビージャ               | 2012-13      | プリメーラ   | 31       | 1        | 6        | 0        | -        | -        | -        | -        | 0      | 0      | 38   | 1    |
| セビージャ               | 2013-14      | プリメーラ   | 2        | 0        | 0        | 0        | -        | -        | 1        | 0        | 0      | 0      | 3    | 0    |
| セビージャ               | 通算         | 通算         | 33       | 1        | 6        | 0        | -        | -        | 1        | 0        | 0      | 0      | 41   | 1    |
| モナコ                   | 2013-14      | リーグ・アン | 26       | 1        | 4        | 1        | 1        | 0        | -        | -        | 0      | 0      | 31   | 2    |
| モナコ                   | 2014-15      | リーグ・アン | 23       | 1        | 2        | 0        | 0        | 0        | 8        | 1        | 0      | 0      | 33   | 2    |
| モナコ                   | 通算         | 通算         | 49       | 2        | 6        | 1        | 1        | 0        | 8        | 1        | 0      | 0      | 64   | 4    |
| インテル                 | 2015-16      | セリエA      | 26       | 1        | 4        | 0        | -        | -        | -        | -        | 0      | 0      | 30   | 1    |
| インテル                 | 2016-17      | セリエA      | 24       | 1        | 2        | 0        | -        | -        | 0        | 0        | 0      | 0      | 26   | 1    |
| インテル                 | 通算         | 通算         | 50       | 2        | 6        | 0        | -        | -        | 0        | 0        | 0      | 0      | 56   | 2    |
| バレンシア               | 2017-18      | プリメーラ   | 31       | 4        | 5        | 0        | -        | -        | -        | -        | 0      | 0      | 36   | 4    |
| バレンシア               | 2018-19      | プリメーラ   | 19       | 1        | 3        | 0        | -        | -        | 7        | 0        | 0      | 0      | 29   | 1    |
| バレンシア               | 2019-20      | プリメーラ   | 27       | 1        | 1        | 0        | -        | -        | 5        | 1        | 1      | 0      | 34   | 2    |
| バレンシア               | 2020-21      | プリメーラ   | 5        | 0        | 0        | 0        | -        | -        | -        | -        | 0      | 0      | 5    | 0    |
| バレンシア               | 通算         | 通算         | 82       | 6        | 9        | 0        | -        | -        | 12       | 1        | 1      | 0      | 104  | 7    |
| アトレティコ・マドリード | 2020-21      | プリメーラ   | 25       | 0        | 2        | 0        | -        | -        | 0        | 0        | -      | -      | 27   | 0    |
| アトレティコ・マドリード | 2021-22      | プリメーラ   | 28       | 1        | 1        | 0        | -        | -        | 9        | 0        | 1      | 0      | 39   | 1    |
| アトレティコ・マドリード | 2022-23      | プリメーラ   | 20       | 0        | 4        | 0        | -        | -        | 3        | 0        | -      | -      | 27   | 0    |
| アトレティコ・マドリード | 通算         | 通算         | 73       | 1        | 7        | 0        | 0        | 0        | 12       | 0        | 1      | 0      | 93   | 1    |
| キャリア通算             | キャリア通算 | キャリア通算 | 321      | 13       | 34       | 1        | 5        | 0        | 33       | 2        | 2      | 0      | 397  | 16   |

### 代表
- 国際Aマッチ 5試合 0得点（2013年 - 2015年）

| フランス代表 | 国際Aマッチ | 国際Aマッチ |
| 年           | 出場        | 得点        |
| ------------ | ----------- | ----------- |
| 2013         | 1           | 0           |
| 2015         | 4           | 0           |
| 通算         | 5           | 0           |

- 国際Aマッチ 11試合 2得点（2018年 - ）

| 中央アフリカ代表 | 国際Aマッチ | 国際Aマッチ |
| 年               | 出場        | 得点        |
| ---------------- | ----------- | ----------- |
| 2018             | 3           | 1           |
| 2020             | 1           | 0           |
| 2021             | 4           | 0           |
| 2022             | 0           | 0           |
| 2023             | 3           | 1           |
| 通算             | 11          | 2           |

## タイトル

### クラブ
バレンシア
- コパ・デル・レイ: 2018-19

アトレティコ・マドリード
- ラ・リーガ: 2020-21

### 代表
U-20フランス代表
- FIFA U-20ワールドカップ: 2013